# RSVP (протокол)
RSVP — протокол резервирования сетевых ресурсов (Resource ReSerVation Protocol) (RFC 2205).
С целью сообщения маршрутизаторам сети потребностей конечных узлов по качеству обслуживания потоков используется дополнительный протокол — RSVP.
Работает он следующим образом: узел-источник до передачи данных, требующих определённого нестандартного качества обслуживания (например, постоянной полосы пропускания для передачи видеоинформации), посылает по сети специальное сообщение в формате протокола RSVP. Это сообщение о пути (path message) содержит данные о типе передаваемой информации и требуемой пропускной способности. Оно передаётся между маршрутизаторами по всему пути от узла-отправителя до адреса назначения, при этом определяется последовательность маршрутизаторов, в которых необходимо зарезервировать определённую полосу пропускания.
Маршрутизатор, получив такое сообщение, проверяет свои ресурсы с целью определения возможности выделения требуемой пропускной способности. При её отсутствии маршрутизатор запрос отвергает. Если требуемая пропускная способность достижима, то маршрутизатор настраивает алгоритм обработки пакетов таким образом, чтобы указанному потоку всегда предоставлялась требуемая пропускная способность, а затем передаёт сообщение следующему маршрутизатору вдоль пути. В результате, по всему пути от узла-отправителя до адреса назначения резервируется необходимая пропускная способность с целью обеспечения запрашиваемого качества обслуживания.
Протокол RSVP, помимо использования для сигнализации требований к качеству обслуживания (архитектура QoS IntServ), используется также для сигнализации MPLS TE LSP (MultiProtocol Label Switching Traffic Engineering Label-Switched Path). Для сигнализации MPLS TE LSP используется модифицированная версия протокола — RSVP-TE (RFC 3209, RFC 5420).